# بخش ژوکوفسکی، استان بریانسک
بخش ژوکوفسکی (به لاتین: Zhukovsky District) یک منطقهٔ مسکونی در روسیه است که در استان بریانسک واقع شده‌است.